# Ebony (cantora)
Milena Pinto de Oliveira (Queimados, 27 de abril de 2000), mais conhecida por seu nome artístico Ebony, é uma rapper, cantora e compositora brasileira. Iniciou sua carreira em 2019 lançando singles na plataforma SoundCloud. Seu disco Terapia foi escolhido pela Associação Paulista de Críticos de Arte como um dos 50 melhores álbuns nacionais de 2023.

## Discografia
Álbuns de estúdio
- Visão Periférica (2021)
- Terapia (2023)
- KM2 (2025)